# Wojciech Stępień
Wojciech Stępień (ur. 6 lipca 1970 w Opolu Lubelskim) – polski siatkarz, zdobywca Pucharu Polski i dwukrotny brązowy medalista mistrzostwa Polski z Czarnymi Radom, Reprezentant kraju w 1994. Po zakończeniu kariery zawodniczej trener.

## Kariera zawodnicza
Piłkę siatkową zaczął trenować w wieku 17 lat w klubie MZKS Opolanka Opole Lubelskie za namową starszego brata. Początkowo nie wiązał swojej przyszłości z tym sportem. Podczas Spartakiady Młodzieży (odpowiednik mistrzostw Polski) Opolanka grała z Czarnymi Radom. Stępnia zauważył wtedy szkoleniowiec Jacek Skrok i zaproponował mu grę w radomskim klubie. Jako dwudziestolatek został graczem Czarnych.

Barwy WKS-u bronił przez większość swojej kariery. Z radomianami wywalczył dwukrotnie brązowy medal mistrzostw kraju, w latach 1994 i 1995. W 1999 roku sięgnął z nimi po Puchar Polski, pokonując w finale Yawal AZS Częstochowa. W kolejnym sezonie z Czarnymi uczestniczył w europejskim Pucharze Zdobywców Pucharów, ale swój udział zakończył w grupie półfinałowej. Po zdobyciu pierwszego "krążka" wraz z Dariuszem Grobelnym otrzymał powołanie do reprezentacji narodowej. 

Osobiście bardziej cenię medale mistrzostw Polski, ponieważ wówczas miałem miejsce w 6. Więcej wysiłku kosztowało mnie ich zdobycie, co sprawia, że bardziej się z nimi identyfikuję.

Później grał w WTS-ie Warka i KKS-ie Kozienice. W trakcie sezonu 2005/2006 dołączył do kozienickiego zespołu i awansował z nim do II ligi.

## Kariera szkoleniowa
Po zakończeniu kariery zawodniczej zajął się pracą szkoleniową i pedagogiczną. Został nauczycielem wychowania fizycznego w Zespole Szkół Ogólnokształcących nr 4 w Radomiu. W 2006 roku objął stanowisko szkoleniowca II-ligowego zespołu oraz juniorów Jadaru Radom. Razem z Arkadiuszem Sawiczyńskim poprowadził zespół juniorski do tytułu wicemistrzów Polski. Na początku sezonu 2007/2008, przed 6. kolejką ligową, zajął miejsce po odejściu Dariusza Luksa pierwszego trenera Jadaru, występującego w Polskiej Lidze Siatkówki. Jego asystentem został Mariusz Wiktorowicz. W pierwszych meczach pod kierunkiem Wojciecha Stępnia drużyna z Radomia odnosiła zwycięstwa. Pokonała między innymi ówczesnych mistrzów kraju, Skrę Bełchatów. W klasyfikacji generalnej zajęła 8. miejsce ligowe. W sezonie 2008/2009 Wojciech Stępień pełnił funkcję asystenta szkoleniowca Czarnych Radom (także zespołu juniorów), Jacka Skroka. Ich drużyna zajęła 2. miejsce w gr. 4 II ligi po przegranym finale play-off z Fartem Kielce. W czerwcu 2010 roku został I trenerem zespołu. W sezonie 2010/11 pod jego kierunkiem Czarni awansowali do I ligi, której rok później wywalczyli mistrzostwo. Otrzymali również zaproszenie do PlusLigi. Od 2013 roku asystent szkoleniowca Roberta Prygla.